# نينوى أوبروي
فندق نينوى أوبروي أو نينوى أوبروي هو أحد الفنادق في مدينة الموصل مركز محافظة نينوى في شمال العراق، يقع على ضفاف نهر دجلة في الساحل الأيسر، يتكون من 11 طابقًا و262 غرفة، وتحيط به اشجار النخيل، تحتوي جدرانه على زخرفات من التراث والآثار العراقية.

## تاريخ البناء
بني المبنى في الثمانينات وافتتح في عام 1984 لسد حاجة اصحاب النفوذ خلال عهد صدام حسين.

## بعد عام 2003
تعرض الفندق للسلب والنهب والتخريب ابان الغزو الامريكي للعراق في عام 2003، اتخذته القوات الاميركية مقر موقتًا لها، ثم عاد للعمل بعدها، وبقي في الخدمة حتى اغلق بعد سيطرة تنظيم الدولة الإسلامية على المدينة في حزيران/يونيو عام 2014، قام أفراد التنظيم بافتتاحه وتغيير اسمه الى فندق الوَارِثينَ، غير ان التنظيم قام بتخريب جميع الزخارف التي كانت على جدرانه وتدميرها، تعرض الفندق للدمار والتخريب خلال عمليات تحرير مدينة الموصل، وتعرضت بعض الطوابق فيه للهدم والدمار اثر الاشتباكات المسلحة التي حدثت بين القوات المسلحة العراقية وداعش، سيطرة القوات على الفندق في 19 يناير 2017، يعاني الفندق من الإهمال بعدما كان احد أشهر الفنادق العراقية والمصنف ضمن فنادق خمس نجوم.